# Distrito de Dahme-Bosque del Spree
El Distrito de Dahme-Bosque del Spree (en alemán: Landkreis Dahme-Spreewald) es un distrito perteneciente al estado federal de Brandeburgo, Alemania. Está rodeado por los distritos de Oder-Spree, Spree-Neiße, Alto Bosque del Spree-Lusacia, Elba-Elster y Teltow-Fläming, y por la ciudad de Berlín.

## Geografía
- Dahme-Seengebiet: con el parque natural de Dahme-Heideseen, es el que da origen al nombre del distrito
- Baja Lusacia (Niederlausitz): con el parque natural de la Cordillera de Baja Lusacia.
- Bosque del Spree (Spreewald): con la Reserva de la Biosfera del Bosque del Spree.

## Historia
El Distrito de Dahme-Bosque del Spree se crea en el marco de la reforma de distritos abordada en el estado federal de Branderburgo el 6 de diciembre de 1993. 

## Composición del distrito
| Ciudades ¹ Ciudades dependeintes de Amt 1. Golßen ¹ (2.817) 2. Königs Wusterhausen (33.092) 3. Lieberose ¹ ↔ Luboraz (1.613) 4. Lübben ↔ Lubin (Błota) (14.627) 5. Luckau (10.642) 6. Märkisch Buchholz ¹ (833) 7. Mittenwalde (8.664) 8. Teupitz ¹ (1.926) Municipios libres de Amt 1. Bestensee (6.669) 2. Eichwalde (6.002) 3. Heideblick (4.320) 4. Heidesee (7.035) 5. Märkische Heide (4.760) 6. Schönefeld (12.274) 7. Schulzendorf (7.499) 8. Wildau (9.542) 9. Zeuthen (10.219) | Unión de Municipios/Ciudades (Amt) 1. Golßener Land (4.873) 1. Drahnsdorf (665) 2. Golßen (Ciudad) (2.817) 3. Kasel-Golzig (779) 4. Steinreich (612) 2. Lieberose/Oberspreewald ↔ Luboraz/Gorne Błota (8270) 1. Alt Zauche-Wußwerk ↔ Stara Niwa-Wozwjerch (602) 2. Byhleguhre-Byhlen ↔ Běła Gora-Bělin (856) 3. Jamlitz ↔ Jemjelnica (617) 4. Lieberose ↔ Luboraz (Ciudad) (1.613) 5. Neu Zauche ↔ Nowa Niwa (1.257) 6. Schwielochsee (1.702) 7. Spreewaldheide (569) 8. Straupitz ↔ Tšupc (1.054) 3. Schenkenländchen (8.417) 1. Groß Köris (2.248) 2. Halbe (2.232) 3. Märkisch Buchholz (Ciudad) (833) 4. Münchehofe (535) 5. Schwerin (643) 6. Teupitz (Stadt) (1.926) 4. Unterspreewald (5.032) 1. Bersteland (934) 2. Krausnick-Groß Wasserburg (632) 3. Rietzneuendorf-Staakow (680) 4. Schlepzig ↔ Slopišća (654) 5. Schönwald (1.263) 6. Unterspreewald (869) |

(Habitantes a 31 de diciembre de 2006)